# سدابیان
سُدابیان یکی از مهم‌ترین تیره‌های گیاهان نیمه‌گرمسیری هستند. خاستگاه اصلی آن‌ها آسیای جنوب شرقی، هند، چین و ژاپن است. مهم‌ترین سرده این خانواده، مرکبات هستند.
گیاهان تیره سدابیان از راسته افراسانان هستند. سدابیان تیره‌ای درختچه‌ای و گاهی علفی است با حدود ۱۵۰ سرده و ۹۰۰ گونه که گلهای آنها چهار تا پنج قسمتی با بوی نافذ است و برگ‌های آنها معمولاً متقابل و مرکب و بدون گوشواره است.